# Jean Sony Alcénat
Jean Sony Alcénat   (Port-au-Prince, 23 de gener de 1986) és un futbolista haitià de la dècada de 2010.
Fou internacional amb la selecció d'Haití. Pel que fa a clubs, destacà a Aigle Noir AC, Leixões SC, Rio Ave FC, FC Petrolul Ploiești i FC Steaua București.